# Мирне (Хмільницький район)
Мирне (раніше Кіровка) —  село в Україні, у Калинівській міській громаді Хмільницького району Вінницької області. Населення становить 645 осіб.

## Історія
На початку XX ст. — Псярівка Новоприлуцької волості Бердичівського повіту. Після скасування волостей - у складі Староприлуцького району Вінницької округи, потім Турбівського району Вінницької області. 
15 лютого 1936 перейменоване на Кірово.
Перейменоване з Кіровки на Мирне 4 червня 2016 року.
12 червня 2020 року, відповідно до Розпорядження Кабінету Міністрів України № 707-р, «Про визначення адміністративних центрів та затвердження територій територіальних громад Вінницької області», увійшло до складу Калинівської міської громади.
19 липня 2020 року, в результаті адміністративно-територіальної реформи і ліквідації Калинівського району, село увійшло до складу новоутвореного Хмільницького району.

## Відомі люди
- Гедз Микола Сергійович — поет, краєзнавець, педагог.

## Галерея

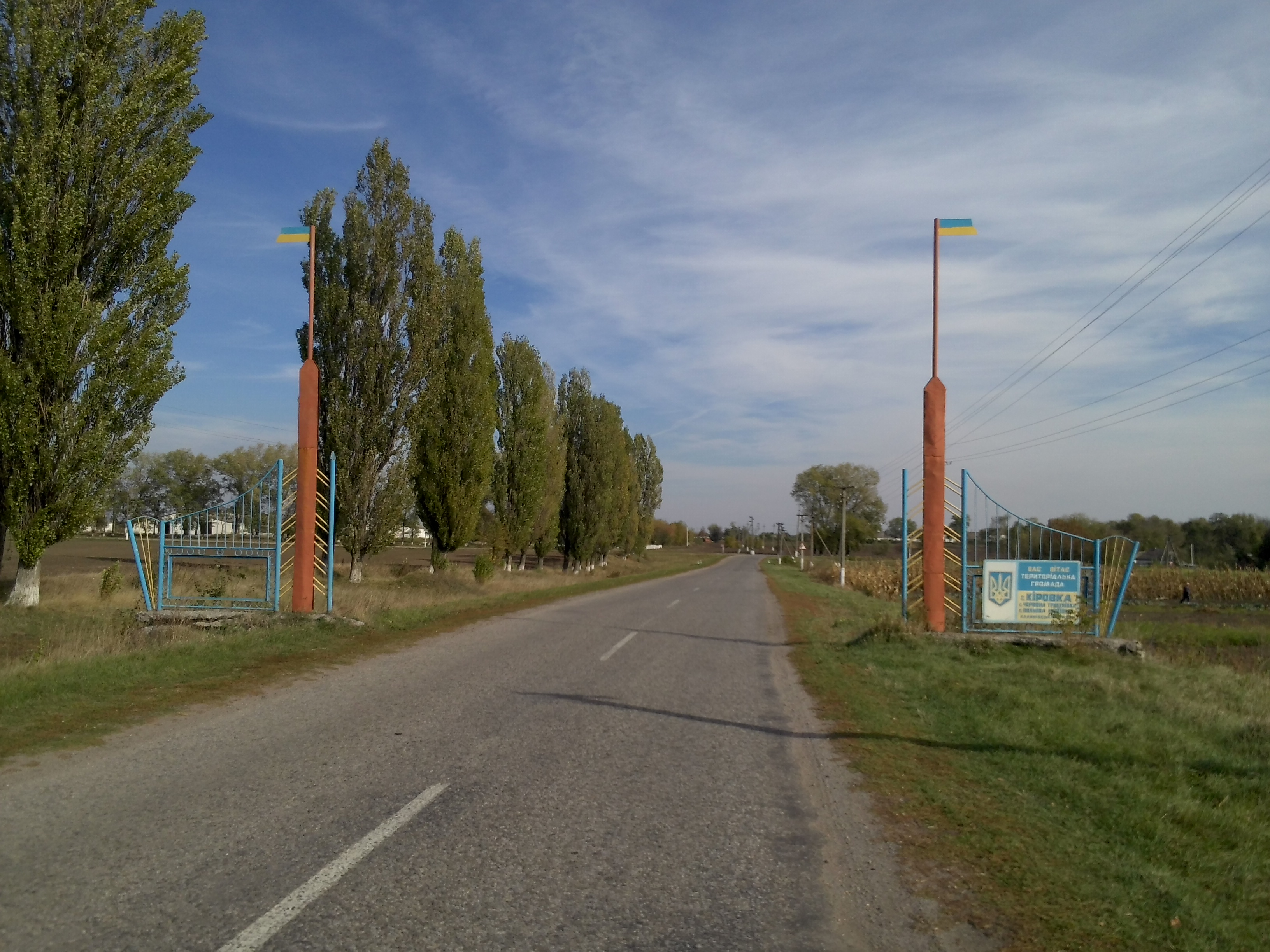
В'їзд до села зі сторони Польової Лисіївки
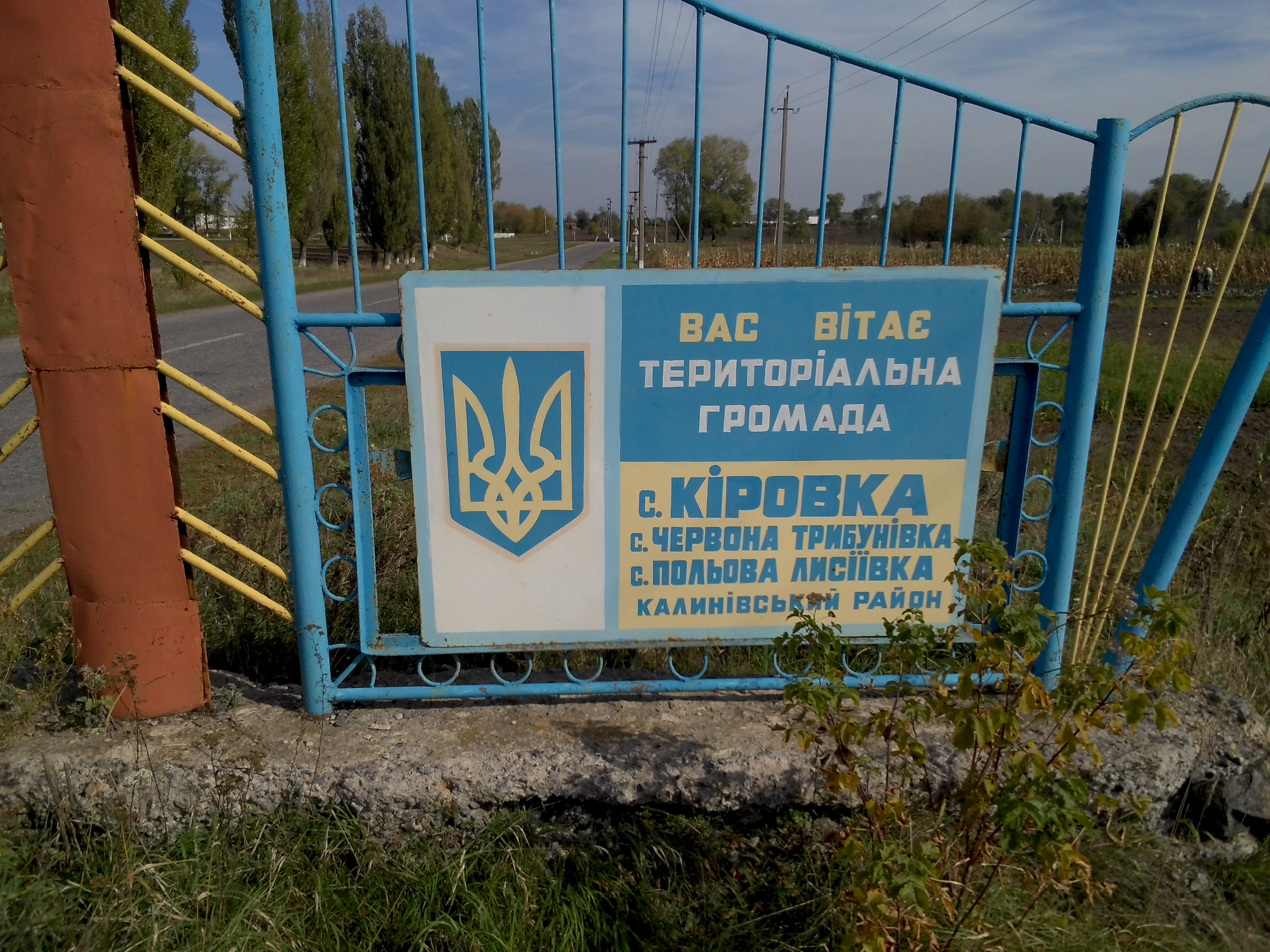
Інформація при в'їзді до села
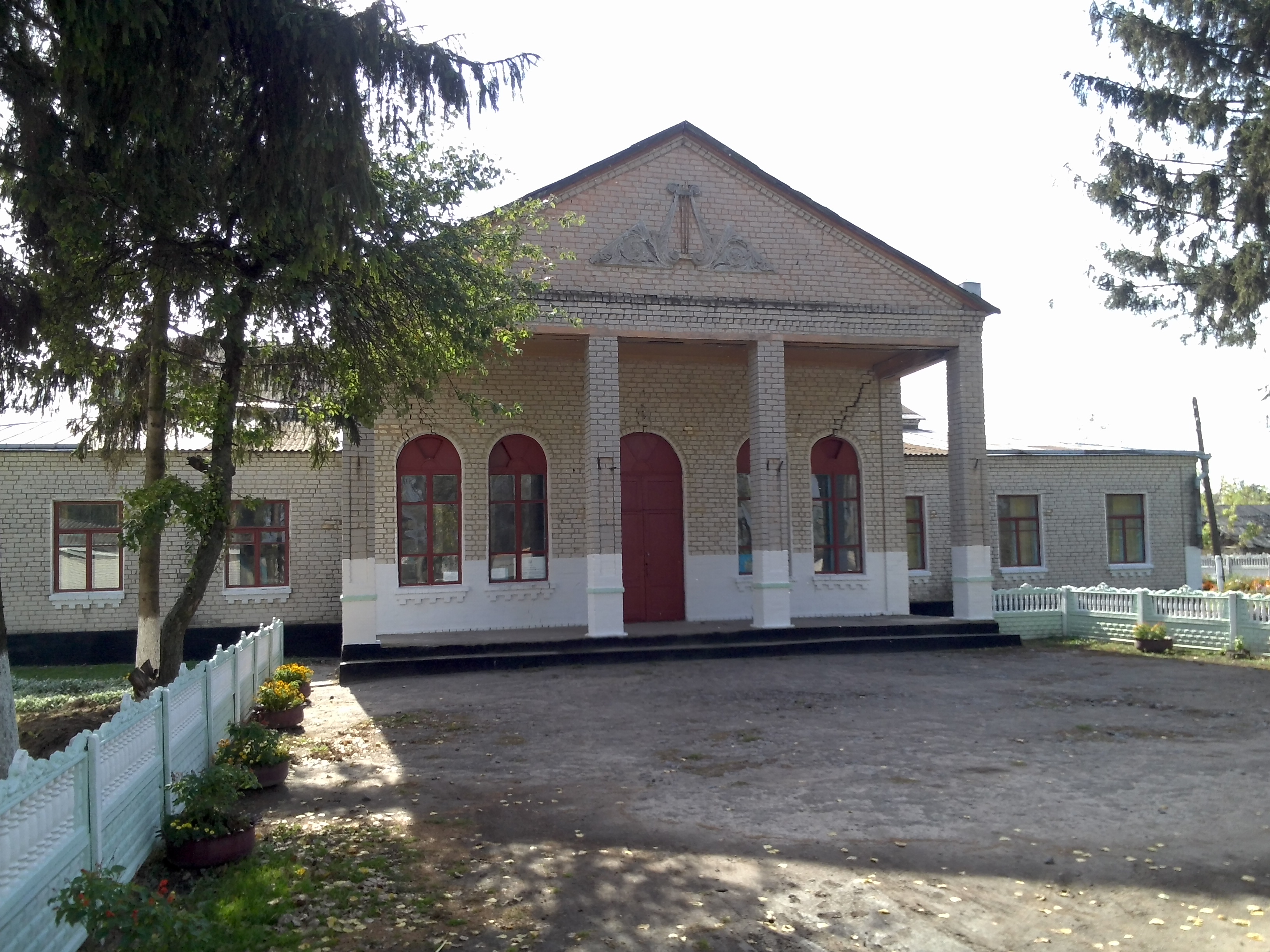
Будинок культури
Пам'ятник 68 воїнам – односельчанам, загиблим на фронтах ДСВ
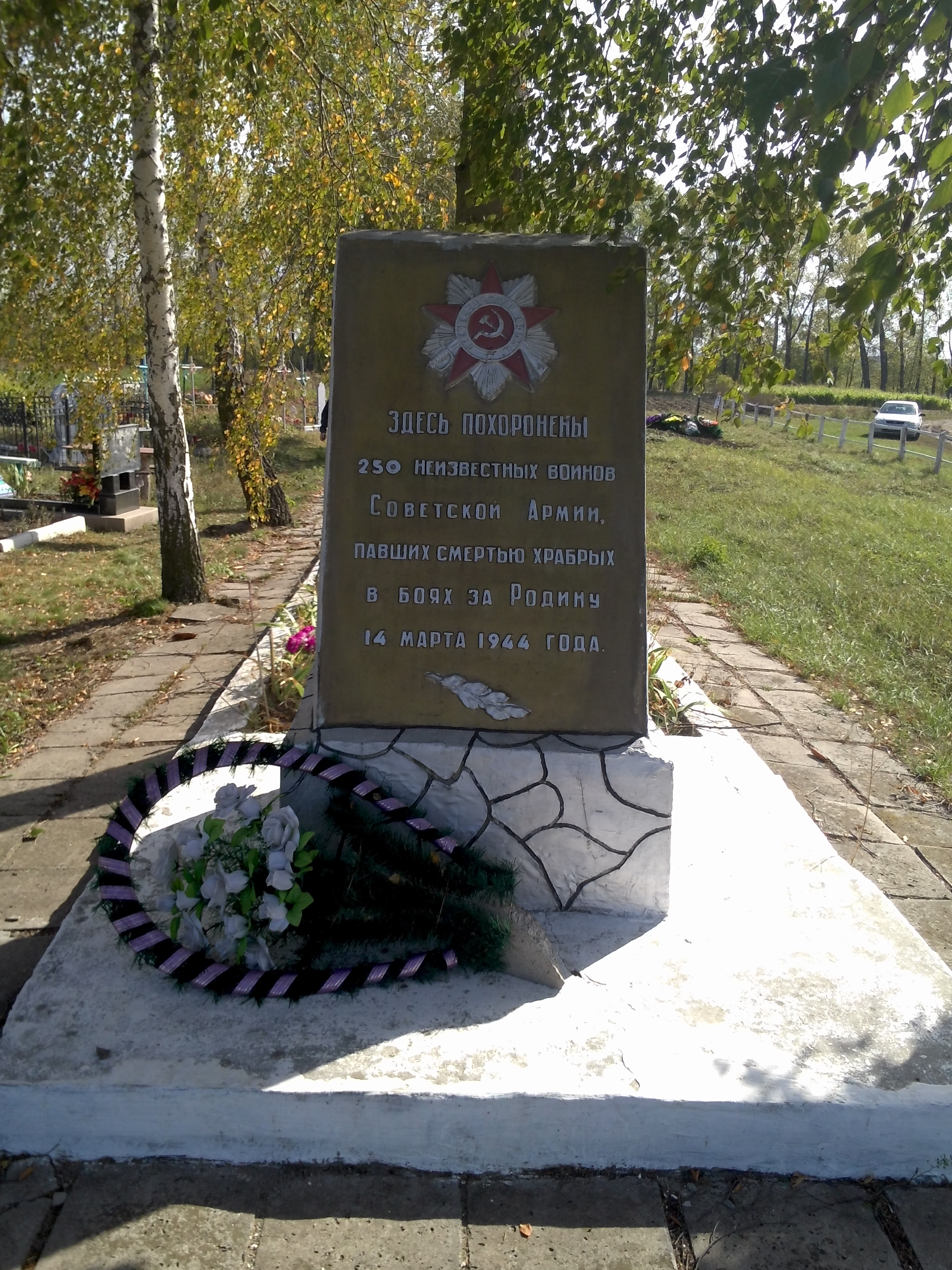
Братська могила на сільському кладовищі
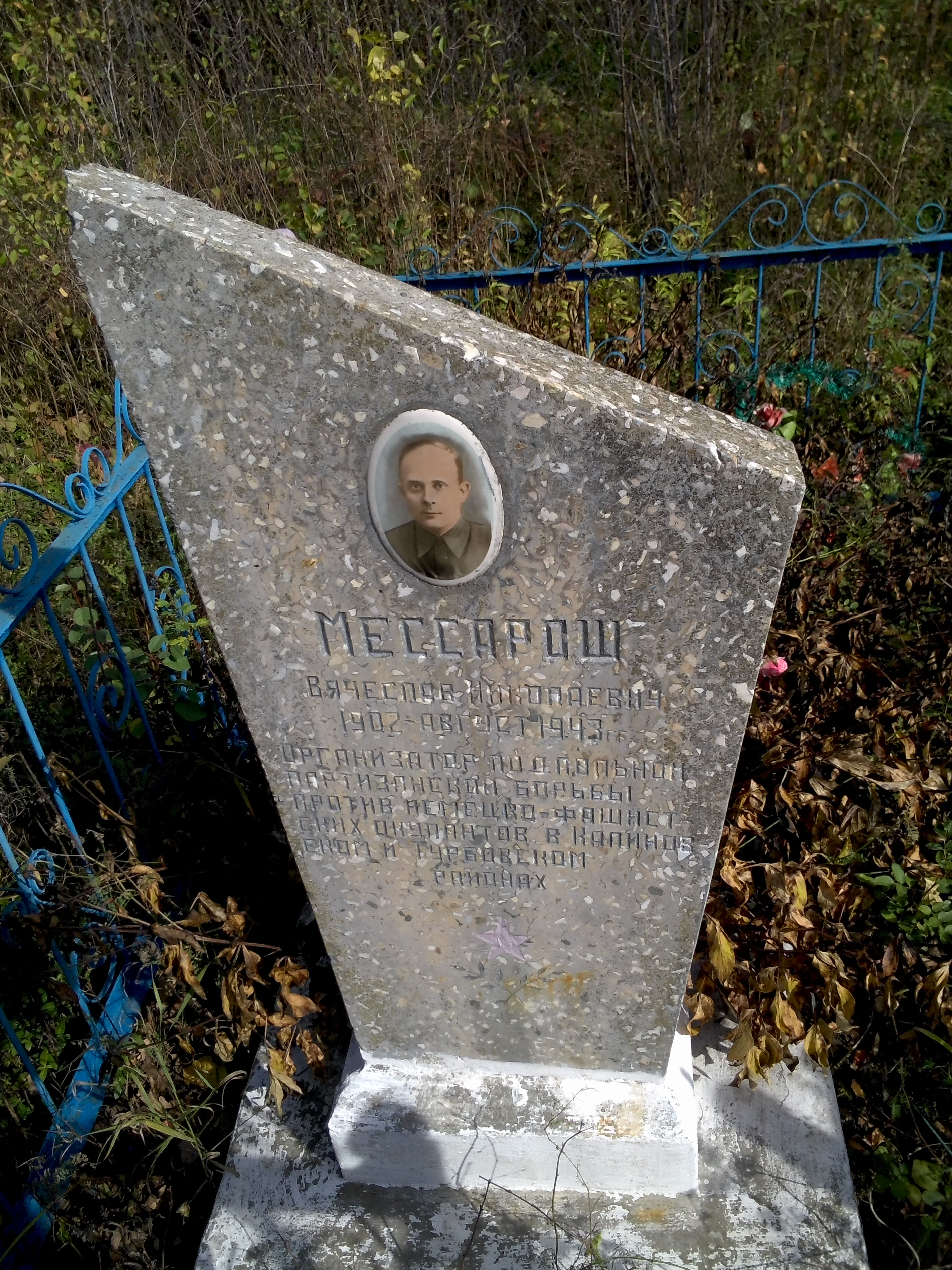
Могила партизана Мессароша на сільському кладовищі
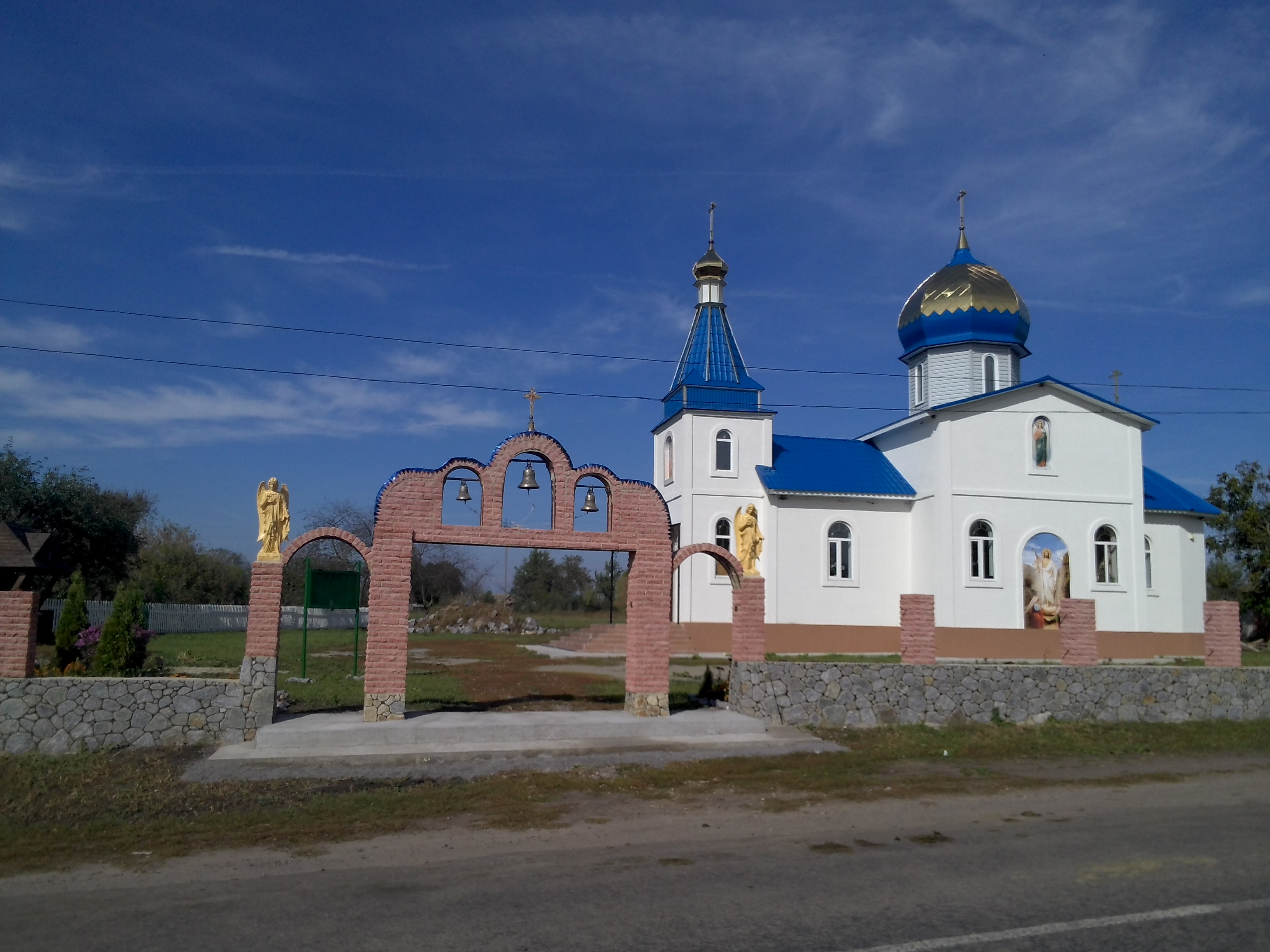
Церква
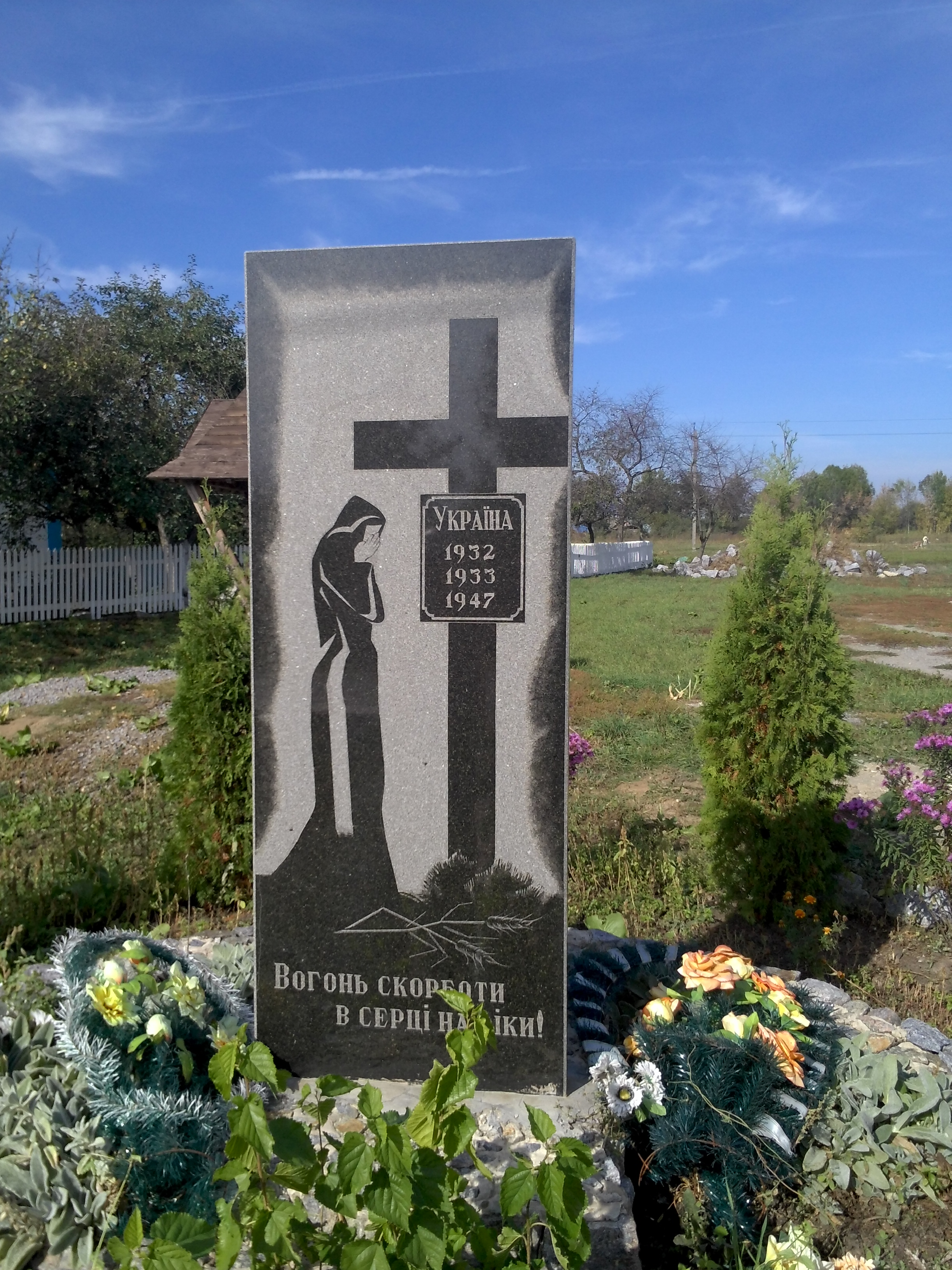
Пам'ятник жертвам Голодоморів біля церкви
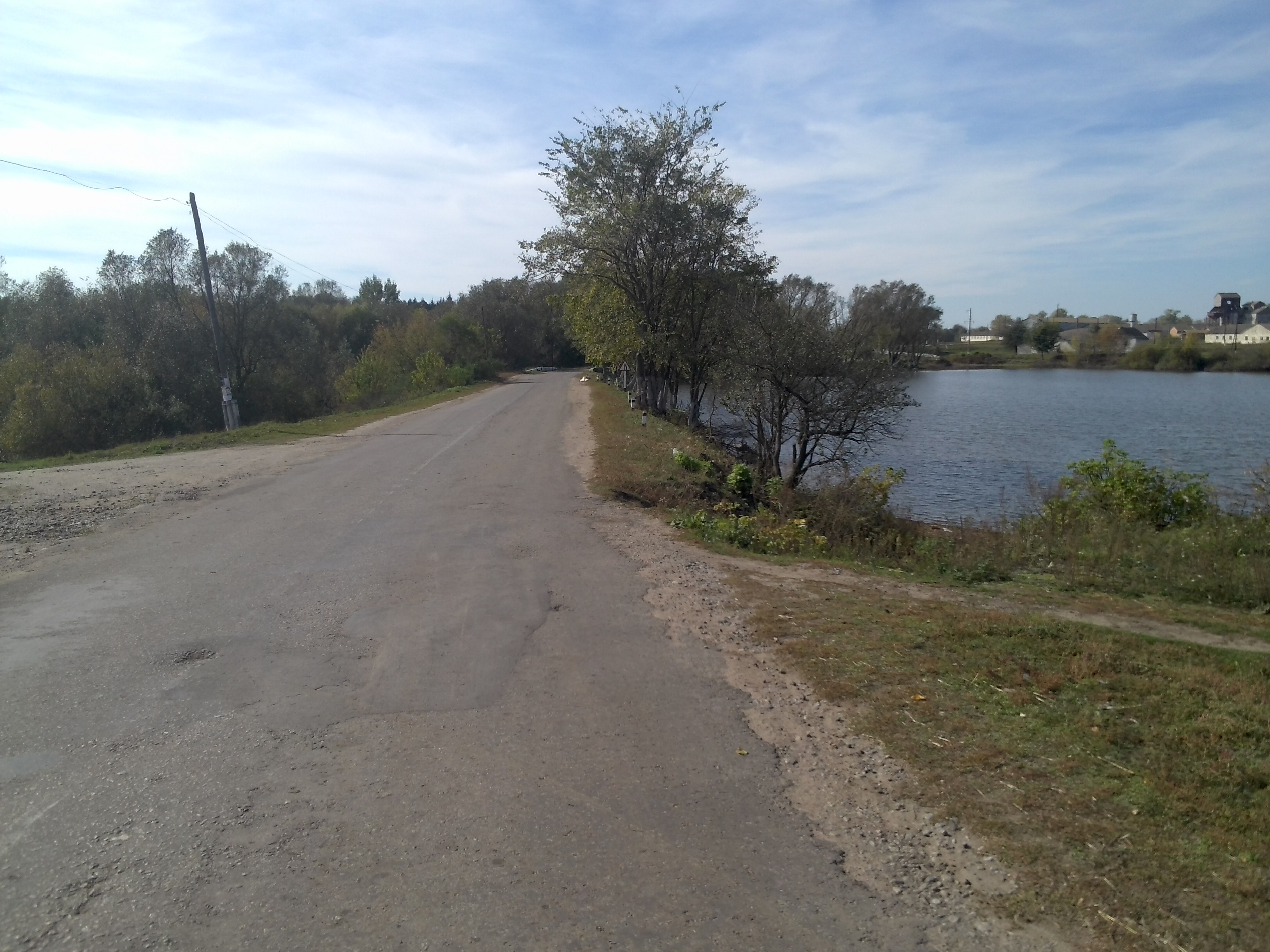
Дорога та ставок у селі
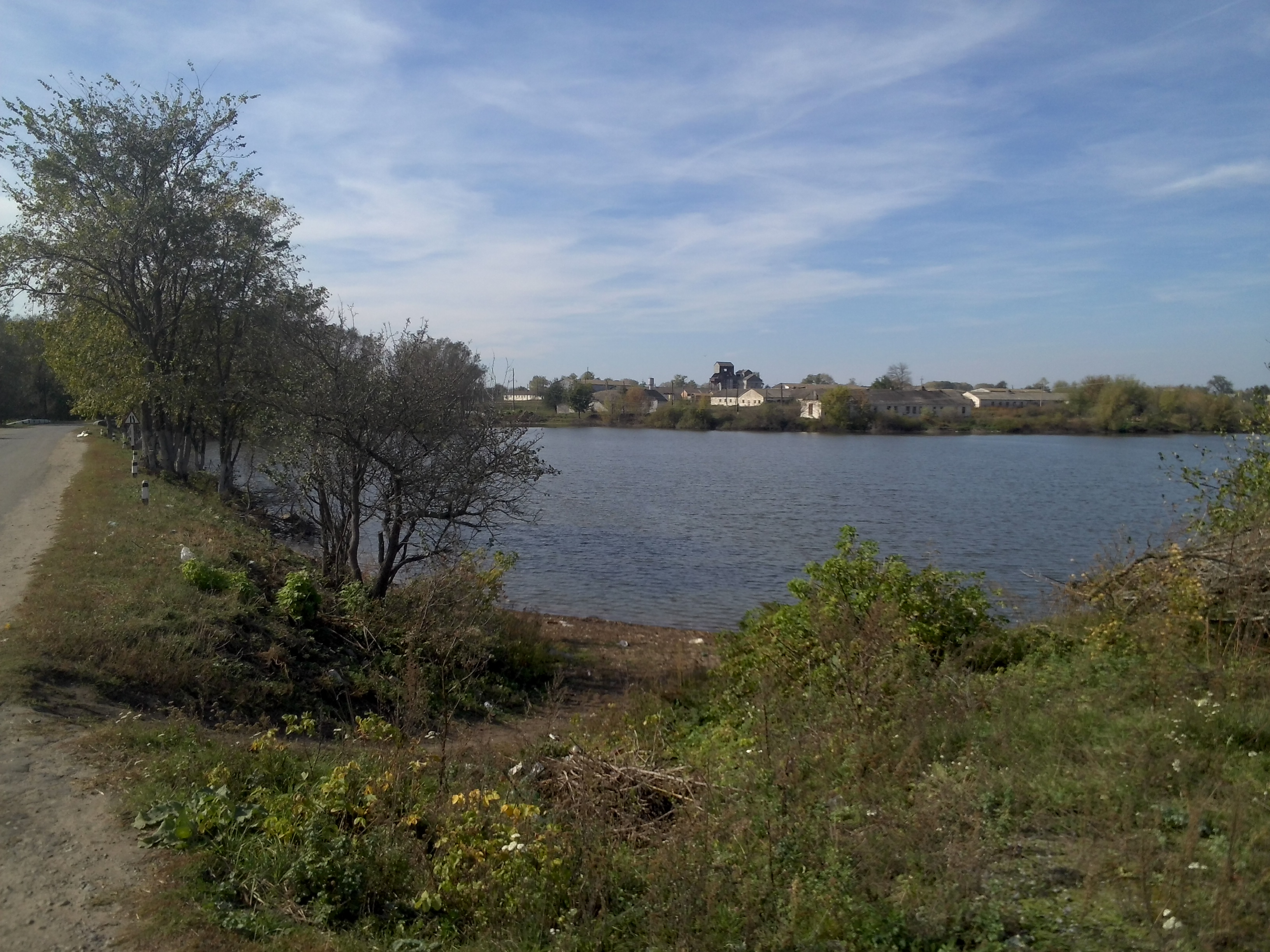
Ставок у селі
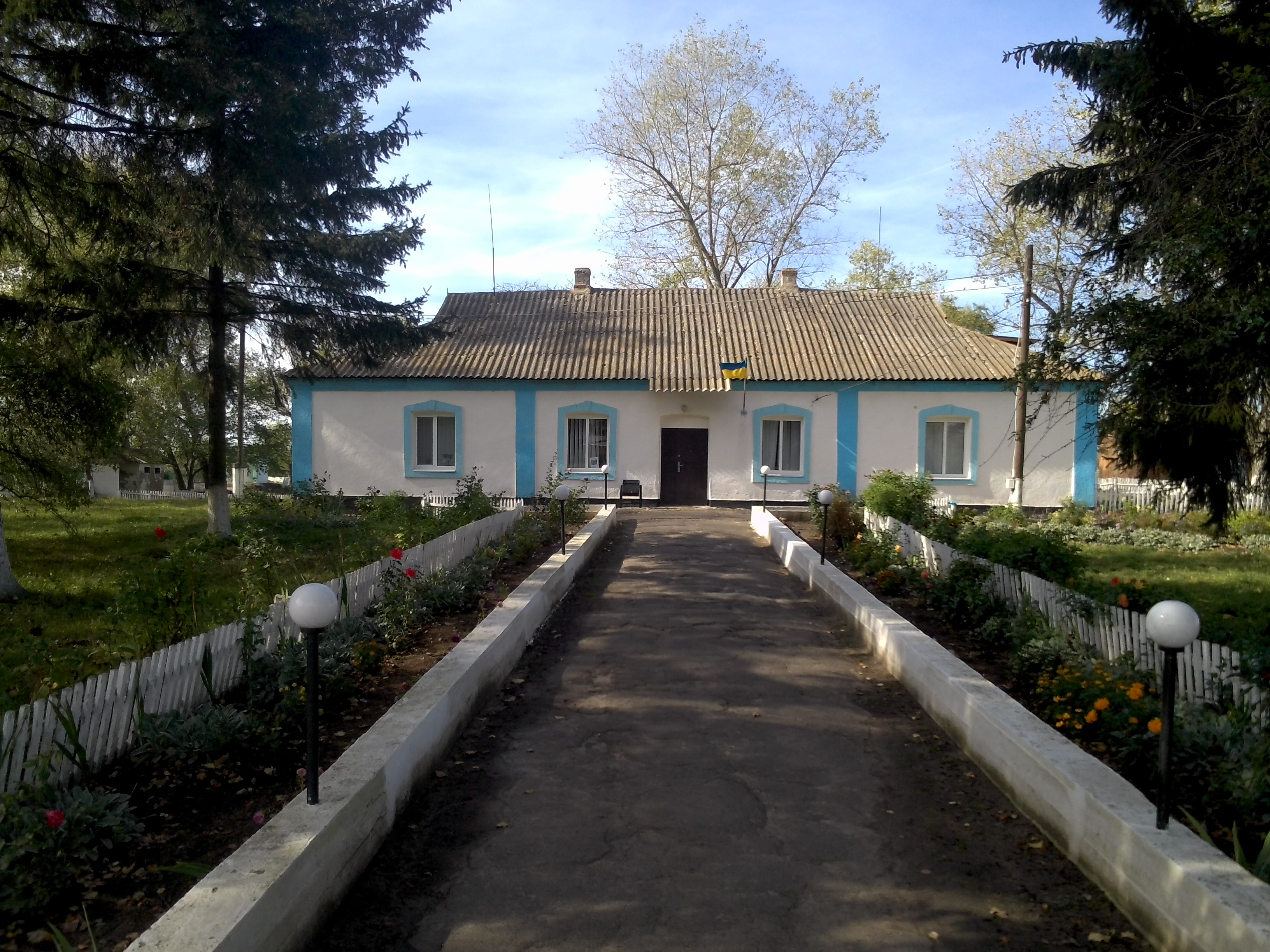
Сільська рада
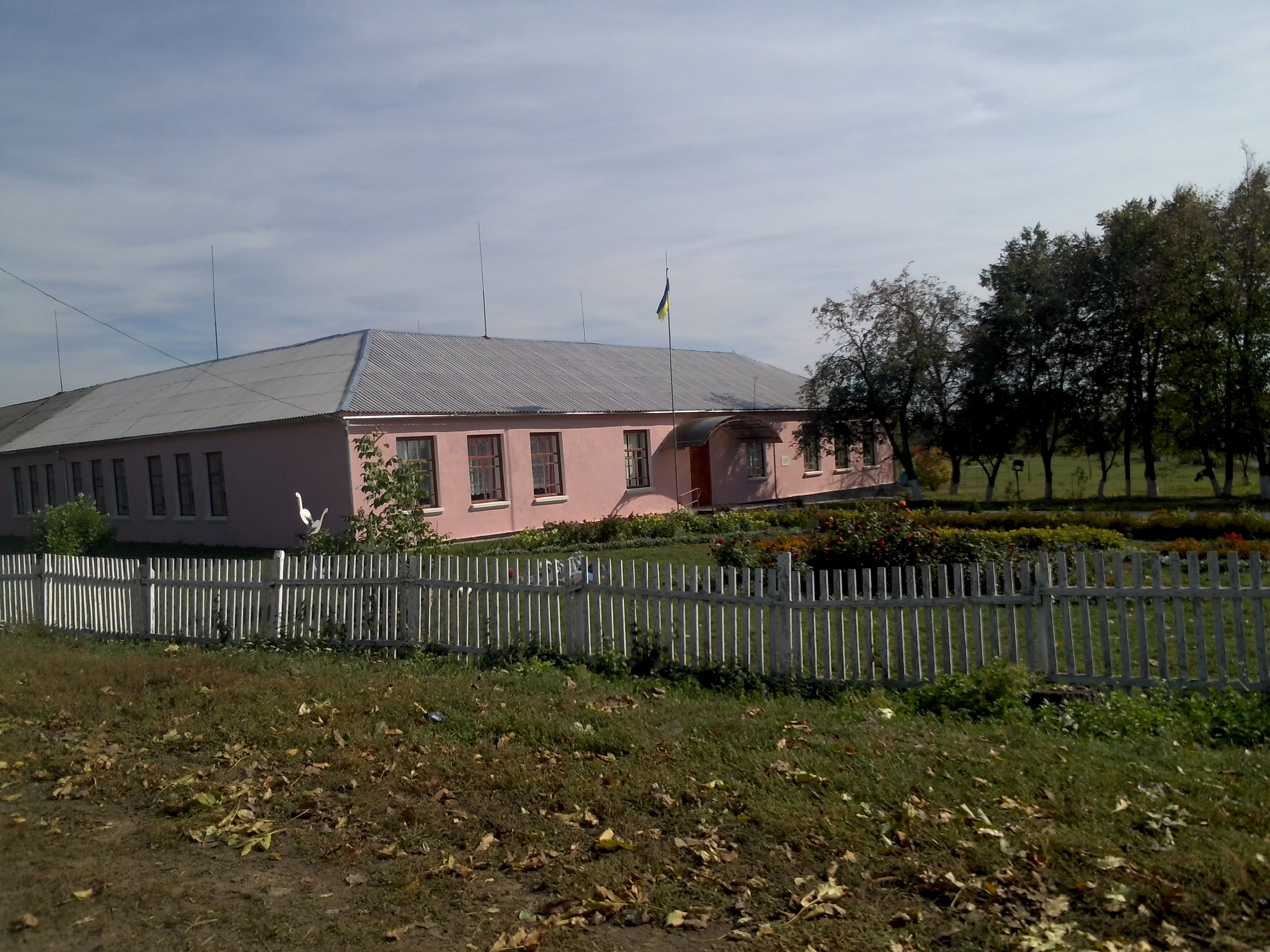
Школа

.